# Père Pamphile
Le Père Pamphile  est un personnage de L'Abbé Jules (1888), roman de l’écrivain français Octave Mirbeau.

## Son parcours
Bien qu’il n’apparaisse que marginalement dans le cours du récit, le Père Pamphile n’en est pas moins un personnage extraordinaire et fascinant, dont le parcours est retracé par le romancier au cours d’un long retour en arrière.
Religieux de l'ordre des Trinitaires, qui s’employait jadis à racheter des prisonniers chrétiens aux pirates barbaresques, ce prêtre vit seul, depuis la dispersion des moines, dans l’abbaye du Réno en ruines, dans le Perche, et se met bientôt dans la tête des idées complètement folles : « À vivre sur lui-même et de lui-même, loin de tout contact intellectuel, hanté d’une pensée unique, dans cette solitude morte, dans ce silence que seuls troublaient des chutes soudaines de murailles, et les craquements sourds des poutres ébranlées, il advint qu’un étrange travail de cristallisation s’opéra dans le cerveau du Père Pamphile. Après des hésitations, des doutes aussitôt combattus, des objections d’autant plus vite réfutées qu’il était seul à les discuter, le Père Pamphile s’était convaincu irrémissiblement qu’il y avait encore des captifs chez les infidèles. » Il entreprend dès lors de trouver l’argent nécessaire à la reconstruction de la chapelle de l’abbaye, indispensable à la poursuite de l’œuvre du rachat de prisonniers. Dans ce but, il part donc mendier sur les routes d’Europe et les arpente pendant plusieurs décennies, acceptant avec humilité  privations, souffrances et humiliations, et revient  régulièrement au Réno pour entreprendre des travaux. Mais ils sont toujours à recommencer, et, grugé de surcroît par les entrepreneurs auxquels il a recours, il dilapide en pure perte, mais sans s’en soucier outre mesure, les sommes si douloureusement amassées pendant ses années d’errance et de mendicité. 

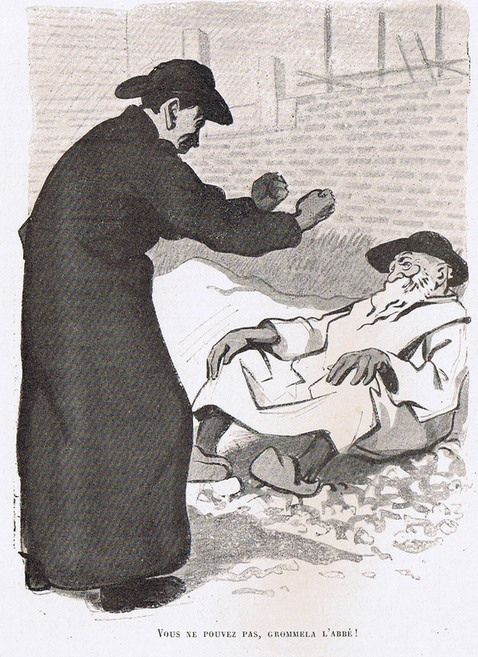
L'abbé Jules et le père Pamphile, par Hermann-Paul, 1904

Quand l’abbé Jules tente de lui soutirer de l'argent pour monter sa bibliothèque, le Père Pamphile l’envoie promener avec indignation. Peu après, Jules trouve son cadavre en voie de décomposition avancée, victime d’un éboulement. Il l’inhume lui-même au milieu de son abbaye et prononce son oraison funèbre : « Sois tranquille, pauvre vieille carcasse, aucun ne t’arrachera à la paix de ces lieux que tu chérissais… Tu dormiras dans ton rêve, doux rêveur ; tu dormiras dans cette chapelle que tu voulais si impossiblement magnifique, et dont tu auras pu faire, au moins, la sépulture… Et personne ne saura plus rien de toi, jamais, jamais, charogne sublime ! »

## Folie ou sagesse?
Inspiré d’un moine de l’abbaye de Cerfroid rencontré jadis par Octave Mirbeau, le Père Pamphile est à la fois le double et le contraire de l’abbé Jules. Comme Jules, il aspire à un absolu et rêve de chimères ;  comme son confrère, il a un comportement incohérent. Mais, tandis que Jules est douloureusement déchiré par ses contradictions, Pamphile semble s’épanouir dans toutes les misères qu’il s’inflige à lui-même dans le chimérique espoir de réaliser son émerveillant projet. Nulle vilenie en lui : les sacrifices qu’il consent sont le prix qu’il accepte volontiers de payer pour faire triompher sa foi aveugle.
Dès lors le jugement du lecteur devient délicat à formuler. Car, s’il est clair que Pamphile est complètement fou, il n’en reste pas moins vrai qu’il en est arrivé, au cours de son interminable ascèse, à un niveau extrême de renoncement et à un total détachement, ce qui constitue le summum de la sagesse, non seulement pour tous les philosophes de l’antiquité, stoïciens, épicuriens et sceptiques, mais aussi pour Schopenhauer, ou encore pour les bouddhistes. Et c’est précisément à cet idéal d’anéantissement de la conscience, à ce Nirvana – qui était précisément le pseudonyme symptomatiquement choisi par Mirbeau dans ses Lettres de l’Inde de 1885 – que l'abbé Jules, révolté et trop passionné, est totalement incapable de parvenir. 
Alors la question se pose : le comble de la folie ne serait-il pas aussi, paradoxalement, le comble de la sagesse ?